# Wydział Rolnictwa i Leśnictwa Uniwersytetu Warmińsko-Mazurskiego
Wydział Rolnictwa i Leśnictwa Uniwersytetu Warmińsko-Mazurskiego w Olsztynie – jeden z piętnastu wydziałów Uniwersytetu Warmińsko-Mazurskiego w Olsztynie.

## Historia Wydziału
Wydział Rolnictwa i Leśnictwa jest jednym z najstarszych Wydziałów Uniwersytetu. Działalność akademicką w Olsztynie rozpoczął wraz z utworzeniem 31 maja 1950 r. Wyższej Szkoły Rolniczej z trzema wydziałami: Rolniczym, Zootechnicznym i Mleczarskim, lecz uwzględniając ciągłość i tradycje poprzedników, z których powstał, datuje się mu 90-letnią historię. Korzenie Wydziału sięgają 1919 roku i utworzonej wtedy Akademii Rolniczej w Bydgoszczy. Szkoła ta została po trzech latach przeniesiona do Cieszyna pod nazwą Państwowa Wyższa Szkoła Gospodarstwa Wiejskiego. W 1939 r. jej nazwę przemianowano na Państwową Szkołę Gospodarstwa Wiejskiego w Cieszynie, gdzie funkcjonowała do 1950 r. Z kolei w 1945 r. założono Wyższą Szkołę Gospodarstwa Wiejskiego w Łodzi. Zgodnie z rozporządzeniem Rady Ministrów z dnia 31 maja 1950 r. zlikwidowano szkoły w Cieszynie i w Łodzi, a ich majątek, znaczną część personelu i studentów przeniesiono do powołanej Wyższej Szkoły Rolniczej w Olsztynie. 
Jednym z pierwszych wydziałów WSR w Olsztynie był Wydział Rolniczy z kierunkiem Rolnictwo, który w 1951 r. zmienił nazwę na Wydział Rolny. W tym samym roku powstał pierwszy zakład doświadczalnictwa polowego - Rolniczy Zakład Doświadczalny w Pozortach. W 1954 r. zorganizowano kolejne Rolnicze Zakłady Doświadczalne w Łężanach i Bałcynach, a rok później z wydziału Rolnego na Mleczarski przeniesiono dwie katedry: Fizyki oraz Statystyki Matematycznej i Matematyki i rozpoczęto kształcenie studentów w trybie zaocznym. W 1958 r. Wydział Rolny przemianowano ponownie na Wydział Rolniczy. W 1966 r. utworzono Instytut Biologii Stosowanej w celu skoncentrowania kadry naukowej umożliwiającej nadawanie stopni naukowych w dziedzinie nauk przyrodniczych oraz rozpoczął działalność pierwszy punkt konsultacyjny studiów zaocznych w Ełku (następne w Gdańsku – 1970, Starym Polu – 1976, Ostrołęce – 1977 i Olecku – 1994). Kształcenie w punktach konsultacyjnych prowadzono do 1996 roku. W 1969 r. została wyłączona ze struktury Wydziału Katedra Mechanizacji Rolnictwa, na której bazie powstał samodzielny Wydział Mechaniczny.
1 października 1972 r. dokonano zmiany nazwy uczelni na Akademię Rolniczo-Techniczną, nie zmieniając jej struktury. W roku 1975 powstała baza dydaktyczno-doświadczalna w Tomaszkowie. W kolejnych latach otworzono nowe specjalności, a w 1993 r. powołano Amerykański Ośrodek Markietingu i Zarządzania w Rolnictwie. W 1995 r. ze struktury Wydziału został wyłączony Instytut Ekonomii i Organizacji Rolnictwa w celu utworzenia, wraz z innymi jednostkami Uczelni, Wydziału Zarządzania. W 1997 r. dokonano zmiany nazwy Wydziału Rolniczego na Wydział Rolnictwa i Kształtowania Środowiska. W 1998 r.  uzyskano uprawnienia do nadawania stopnia doktora z dyscypliny kształtowanie środowiska. W tym samym roku otworzono kierunek Ochrona środowiska i utworzeno dzienne studia doktoranckie, a także przesunięto Katedry Botaniki oraz Fizjologii i Biochemii Roślin na nowo powstały Wydział Biologii. W 1998 r. otworzono kolejny kierunek studiów - Ogrodnictwo. 1 września 1999 r. Wydział wszedł w skład Uniwersytetu Warmińsko-Mazurskiego w Olsztynie. 1 września 2000 r. dokonano zmiany nazwy Wydziału na Wydział Kształtowania Środowiska i Rolnictwa. W tym samym roku otworzono czwarty kierunek Architektura krajobrazu, a w 2001 r. kolejny - Zarządzanie i inżynieria produkcji (był prowadzony do 2004 r.). W 2004 Wydział uzyskał uprawnienia do nadawania stopnia doktora habilitowango z dyscypliny kształtowanie środowiska, w 2006 rozpoczęła działalność Stacja Doświadczalna w Bałdach, a w 2007 oddano do użytku Ogród Doświadczalny z kolekcją roślin i nową halę wegetacyjną w Kortowie. 1 października 2009 otworzono pierwszy na Wydziale makrokierunek studiów Inżynieria i systemy gospodarowania rolniczego. W 2011 został otworzony kierunek Leśnictwo, a w 2020 kierunek Chemia.
1 stycznia 2021 r. zmieniono nazwę wydziału na Wydział Rolnictwa i Leśnictwa.
Wydział posiada uprawnienia do nadawania stopni naukowych doktora habilitowanego i doktora w dziedzinie nauk rolniczych w dyscyplinie agronomia oraz doktora habilitowanego i doktora w dyscyplinie kształtowanie środowiska. Prowadzi studia doktoranckie w zakresie wyżej wskazanych nauk rolniczych.

## Kierunki kształcenia
Dostępne kierunki:
- Architektura krajobrazu (studia I i II stopnia)
- Chemia (studia I i II stopnia)
- Leśnictwo (studia I i II stopnia)
- Ochrona środowiska (studia I i II stopnia)
- Odnawialne źródła energii (studia II stopnia)
- Rolnictwo (studia I i II stopnia)

## Poczet dziekanów
1. prof. Tadeusz Młynek (1950–1954)
2. prof. dr Wiktor Wawrzyczek (1954–1960)
3. prof. dr Mieczysław Koter (1960–1961)
4. prof. dr Wiktor Wawrzyczek (1961–1963)
5. dr hab. Piotr Wójcik (1963–1965)
6. prof. dr hab. Benon Polakowski (1966–1969)
7. prof. dr Hjalmar Uggla (1969–1970)
8. prof. dr hab. Andrzej Rejowski (1970–1975)
9. dr hab. Mieczysław Olkowski (1975–1978)
10. prof. dr hab. Andrzej Rejowski (1978–1981)
11. prof. dr hab. Benon Polakowski (1981–1987)
12. prof. dr hab. Zdzisław Ciećko (1987–1990)
13. prof. dr hab. Jerzy Czapla (1990–1996)
14. dr hab. Czesław Hołdyński (1996–1997)
15. prof. dr hab. Jan Kucharski (1997–2005)
16. prof. dr hab. Józef Tworkowski (2005–2012)
17. prof. dr hab. Krzysztof Młynarczyk (2012–2020)
18. prof. dr hab. inż. Krzysztof J. Jankowski (od 2020)

## Władze Wydziału
W kadencji 2024–2028:
| Stanowisko                            | Imię i nazwisko                           |
| ------------------------------------- | ----------------------------------------- |
| Dziekan                               | prof. dr hab. inż. Krzysztof J. Jankowski |
| Prodziekan ds. kształcenia            | dr hab. inż. Ewa Dragańska                |
| Prodziekan ds. studenckich i promocji | dr inż. Agnieszka Bęś                     |

## Struktura organizacyjna
Wydział Rolnictwa i Leśnictwa jest podzielony na następujące jednostki organizacyjne:
| Jednostka                                                     | Kierownik                                 |
| ------------------------------------------------------------- | ----------------------------------------- |
| Katedra Agroekosystemów i Ogrodnictwa                         | prof. dr hab. Marek Marks                 |
| Katedra Agrotechnologii i Agrobiznesu                         | prof. dr hab. inż. Krzysztof J. Jankowski |
| Katedra Architektury Krajobrazu                               | dr hab. inż. Agnieszka Jaszczak           |
| Katedra Chemii                                                | dr hab. Danuta Zielińska                  |
| Katedra Chemii Rolnej i Środowiskowej                         | prof. dr hab. inż. Stanisław Sienkiewicz  |
| Katedra Entomologii, Fitopatologii i Diagnostyki Molekularnej | prof. dr hab. Bożena Kordan               |
| Katedra Genetyki, Hodowli Roślin i Inżynierii Biosurowców     | prof. dr hab. Mariusz Stolarski           |
| Katedra Gleboznawstwa i Mikrobiologii                         | prof. dr hab. Jadwiga Wyszkowska          |
| Katedra Gospodarki Wodnej i Klimatologii                      | prof. dr hab. Katarzyna Glińska-Lewczuk   |
| Katedra Leśnictwa i Ekologii Lasu                             | dr hab. Jakub Borkowski                   |
| Ośrodek Dydaktyczno-Doświadczalny                             | dr hab. Jacek Olszewski                   |